# Teddy Duckworth
Thomas Crook „Teddy” Duckworth (ur. w 1882 w Blackpool – zm. ?) – szwajcarski piłkarz grający na pozycji prawego pomocnika.

## Kariera piłkarska
W swojej karierze piłkarskiej Duckworth grał w takich klubach jak: Blackpool (1902), West Ham United (1903-1904), Blackburn Rovers (1904) i ponownie Blackpool (1905).

## Kariera trenerska
Po zakończeniu kariery piłkarskiej Duckworth został trenerem. Wyjechał do Szwajcarii i od 1919 do 1929 roku prowadził tamtejszy Servette FC. W sezonach 1921/1922, 1924/1925 i 1925/1926 wywalczył z nim mistrzostwo Szwajcarii, a w sezonie 1927/1928 doprowadził go do zdobycia Pucharu Szwajcarii.
W 1924 roku Duckworth pełnił również rolę selekcjonera reprezentacji Szwajcarii. W 1924 roku poprowadził ją na Igrzyskach Olimpijskich w Paryżu. Szwajcaria zdobyła na nich srebrny medal. W 1928 roku prowadził Szwajcarię na Igrzyskach Olimpijskich w Amsterdamie. W 1930 roku na krótko wrócił do pracy w Servette FC. Wywalczył z nim swoje czwarte mistrzostwo Szwajcarii.